# 서울여객 (경기)
서울여객(―旅客)은 경기도 고양시의 시내버스 회사로 본사는 경기도 고양시 덕양구 벽제동에 있다. 계열사로는 성남시 마을버스 회사인 성남교통, 성남여객, 광성운수, 의왕시 마을버스 회사인 의왕운수, 백운여객, 의왕교통 등을 두고 있다. 서울 신성교통의 운송 면허를 인수해 서울운수를 출범하며 서울특별시의 시내버스에도 진출했으나, 신수동마을버스에 매각했다. 서울특별시의 시내버스 회사인 서울버스, 서울승합, 서울교통네트웍, 경기도 평택시 면허 시내버스 회사인 서울고속, 충청북도 청주시 면허 시외버스 회사인 서울고속, 새서울고속 등과는 아무 관련이 없다.

## 역사

### 신성운수 주식회사 연혁
- 2012년 9월 16일: 방계 회사인 신성교통(서울)으로부터 국토교통부의 광역급행버스 M7106번 노선을 양도받아 신성운수(新盛運輸)라는 회사를 설립하였다.
- 2012년 11월 1일: 방계회사인 신성여객으로부터 시외버스 전체 노선 및 공항버스 일부 노선을 양도받았다.
- 2012년 11월 1일: 방계회사인 신성여객으로부터 5600번 (문산시외버스터미널 ~ 인천국제공항) 공항버스 노선을 양도를 받는 동시에 인허가를 파주시 면허에서 고양시 면허로 변경을 하였다.
- 2013년 2월 12일: 의정부터미널 ~ 한국항공대역까지 운행하는 R37번 시외버스 신설 운행 개시하였다.
- 2013년 7월 12일: 37번 송추 ~ 한국항공대역으로 단축 및 시외버스에서 도시형버스로 형간전환.
- 2013년 7월 31일: 방계회사인 신성여객으로부터 일반좌석버스 85번, 도시형버스 05번, 55번, 85-1번, 330번, 850번 등을 양도받아 운행개시하였다.
- 2013년 8월 1일: 방계회사인 신성여객으로부터 도시형버스 34번과 360번을 양도받아 운행 개시하였다.
- 2013년 11월 1일: 방계회사인 신성여객으로부터 도시형버스 73번과 76번을 양도받아 운행 개시하였다.
- 2014년 4월 1일: 시외버스 R3700번과 공항버스 A5600번을 경기고속에 양도
- 2014년 8월 9일: 37번 송추 ~ 화전역에서 고양동 ~ 원흥지구로 단축 및 변경
- 2014년 11월 13일: 국토교통부의 광역급행버스 M7106번을 가온누리엠에 양도
- 2015년 7월 14일: 시외버스 R3000번, R5000번, R5500번 등을 대원고속과 도시형버스 34번과 360번을 명진여객으로 양도하면서 시외버스 사업에서 철수하였다.

### 서현운수 주식회사 연혁
- 2016년 5월 31일: 서현운수 주식회사 법인 설립
- 2016년 6월 16일: 도시형버스 05번과 550번을 신성교통으로 재이관
- 2016년 7월 1일: 서현운수가 신성운수의 모든 노선을 양수하게 됨.
- 2017년 6월 1일: 도시형버스 100번과 333번 노선을 신성교통으로부터 양도받았다.
- 2017년 10월 25일: 도시형버스 733번 신설
- 2017년 12월 28일: 도시형버스 99번 노선을 신성교통으로부터 양도받았다.
- 2018년 3월 5일: 도시형버스 330번에서 790번으로 번호를 변경함과 동시에 광화문역 경유 숭례문으로 연장되었다.
- 2018년 3월 26일: 도시형버스 99번에서 799번으로 번호를 변경함과 동시에 동산고가차도를 경유하게 되었다.

### 서울여객 주식회사 연혁
- 2019년 7월 15일: 명칭을 서현운수 주식회사에서 서울여객 주식회사로 변경하였다.
- 2020년 4월 22일: 도시형버스 730번을 도시형버스 733번에서 분리 신설
- 2020년 9월 1일: 금촌영업소 이전으로 100번, 333번, 799번 착발지 위치 변경
- 2021년 7월 1일: 도시형버스 100번, 733번 노선 폐선
- 2021년 10월 15일: 도시형버스 55번, 333번 노선 폐선
- 2022년 2월 3일: 도시형버스 730번이 디지털미디어시티역까지 단축 및 지축지구를 경유하도록 노선 연장
- 2024년 8월 5일: 도시형버스 55번이 노선 변경 후 재개통
- 2024년 12월 1일: 신성교통으로부터 80번, 150번, 567번, 900번 노선 양수

## 현황
2021년 10월 기준이다.
| 운행업체 | 보유 노선수 | 보유 노선수 | 보유 노선수 | 보유 노선수 | 보유 노선수 | 등록 대수 | 등록 대수 | 등록 대수 | 등록 대수 | 등록 대수 |
| -------- | ----------- | ----------- | ----------- | ----------- | ----------- | --------- | --------- | --------- | --------- | --------- |
| 운행업체 | 노선 합계   | 광역급행    | 직행좌석    | 일반좌석    | 시내일반    | 대수 합계 | 광역급행  | 직행좌석  | 일반좌석  | 시내일반  |
| 서울여객 | 6           | -           | -           | 1           | 5           | 104       | -         | -         | 19        | 85        |

## 운행 노선

### 도시형버스
| 노선번호 | 기점                   | 경유지 | 종점               | 배차간격 (분) | 비고                                                                                         |
| -------- | ---------------------- | --- | ------------------ | ------------- | -------------------------------------------------------------------------------------------- |
| 55       | 고양공영차고지         | 일산가구공단 - 킨텍스 - 원마운트 - 주엽역사거리 - 일산역 - 북일산전화국 - 중산마을10단지 - 잣골 - 두테비 - 성석초등학교 | 고봉동행정복지센터 | 1일 6회       | 2021년 10월 15일 ~ 2024년 8월 4일까지 운행 중단, 2024년 8월 5일 노선 변경 및 운행 재개       |
| 80       | 운정신도시             | 산내마을중심상가 - 두레공원 - 한길육교 - 야당역 - 일산가구공단 - 성석초등학교 - 하나로마트 고양점 | 대화역             | 18~28         | 2024년 12월 1일 신성교통으로부터 양수 전기버스 저상버스 2024년 시내버스 공공관리제 대상 노선 |
| 150      | 맥금동차고지           | 대방A - 팜스프링A - 금촌역 - 금촌전통시장입구 - 순달교 - 금촌교 - 이마트 파주점 - 운정신도시 - 삽다리 - 덕이동 - 하나로마트 고양점 - 대화역 - 주엽역 - 정발산역 - 마두역 - 백석역 사거리 - 고양우편집중국 - 섬말다리 - 일산화훼단지 - 능곡초등학교 - 능곡역 - 능곡전화국 - 능곡화원 - 행주대교 - 개화역                                              | 김포공항역         | 21~35         | 2024년 12월 1일 신성교통으로부터 양수 저상버스 2024년 시내버스 공공관리제 대상 노선          |
| 567      | 맥금동차고지           | 대방A - 팜스프링A - 금촌역 - KT파주지사 - 금촌로타리 - 금촌초교 - 순달교 - 금촌교 - 이마트파주점 - 당하동 - 운정신도시 - 야당역 - 일산가구공단 - 일산시장 - 북일산전화국 - 안곡중고교 - 동국대병원 사거리 - 식사동 - 원당중학교 - 고양시청 - 원당시장 - 원당역 - 훼릭스 - 원흥역 - 삼송역 - 구파발역 - 연신내역 - 불광역                             | 한전서대문은평     | 25~37         | 2024년 12월 1일 신성교통으로부터 양수                                                        |
| 730      | 삼송역현대헤리엇아파트 | 지축차량사업소 - 지축지구 - 은평뉴타운 - 구파발역 - 삼송역 - 삼송지구 - 원흥역 - 원흥지구 - 향동지구 - MBC | 디지털미디어시티역 | 7~11          | 향동지구 교통 증편 목적으로 2020년 4월 22일부터 733번에서 분리 신설                          |
| 790      | 고양동                 | 상곡마을 - 목암초중교 - 빈정동 - 벽제역 - 서울시립승화원 - 삼송역 - 구파발역입구 - 연신내역 - 불광역 - 녹번역 - 무악재역 - 서대문역 - 광화문 - 시청역 | 숭례문             | 45~60         | 2018년 3월 5일부터 구 330번 노선변경, 숭례문 연장                                            |
| 799      | 금촌                   | 금촌역 - 금화초교 - 봉일천리 - 내유동 - 관산동 - 삼송역 - <동산고가 경유> - 구파발역 - 연신내역 - 불광역 - 녹번역 - 서대문역 - 숭례문 - 시청역 | 광화문             | 19~27         | 구. 99번, 2017년 12월 28일부터 신성교통에서 양도받은 노선                                    |
| 850      | 고양동                 | 고양시장 - 벽제역 - 대자동 - 서울시립승화원 - 성사고등학교 - 동양쇼핑 - 덕양구청 | 행신역             | 12~18         |                                                                                              |
| 900      | 통일동산전망대         | 성동 사거리 - 경모공원앞 - 민들레병원 - 경기미래교육캠퍼스 - 민족화해센터 - 신세계아울렛파주프리미엄 - 갈현 삼거리 - 톤다리 - 배무기 - 검산초교 - 팜스프링A - 금촌역 - KT파주지사 - 금촌로타리 - 새꽃마을1단지 - 금화초교 - 쇠재마을5단지 - 금촌중고교 - 파주우체국 - 운정신도시 - 일산가구공단 - 하나로마트 고양점 - 현대백화점 킨텍스점 - 원마운트 | 대화역             | 27~37         | 2024년 12월 1일 신성교통으로부터 양수 저상버스 2024년 시내버스 공공관리제 대상 노선          |

### 일반좌석버스
| 노선번호 | 기점   | 경유지 | 종점   | 배차간격 (분) | 비고 |
| -------- | ------ | --- | ------ | ------------- | ---- |
| 85       | 고양동 | 고양시장 - 중부대학교- 관산동 - 삼릉역 - 테마동물원 쥬쥬 - 원당등기소 - 원릉역 - 고양시청 - 고양어울림누리 - 덕양구청 - 화정역 - 롯데마트 고양점 - 근린공원 - 행신초등학교 - 행신동 - 가라뫼 - 행주대교 - 개화역 - 개화산역 - 김포국제공항 | 송정역 | 12~20         |      |

## 이전 운행 노선
신성운수에서 운행하던 노선들이 포함되어 있다.

### 도시형버스
- ● 05번: 고양동 - 고양시장 - 벽제역 - 대자동 - 삼송지구 - 농협대학교 - 원흥동 - 원당전철역 - 신원당마을입구 - 고양시청입구 - 풍동지구 - 마두1동주민센터 - 일산병원 - 백석역 - 마두역 (2016년 6월 16일부터 신성여객으로 양도 후 2016년 9월 5일부터 폐선)
- ● 34번: 서울서부시외버스터미널 - 연신내역 - 구파발역 - 은평뉴타운 - 북한산성입구 - 예비군 훈련장 - 송추 - 울대고개 - 가능3동 주민센터 - 의정부여자고등학교, 가능역 - 의정부버스터미널 - 금오중학교 (2015년 7월 14일부터 명진여객에 양도)
- ● 37번: 목암초,중교 - 고양동 - 서울특별시 장묘문화센터 - 신원동(신원마을) - 오금동 - 삼송역 - 삼송지구 - 고양중학교 - 원흥지구 (구 R37번)
- ● 73번: 교하동 - 오도동 - 운정신도시 - 덕이지구 - 대화역 - 강선마을 (신성여객으로부터 이관후 2016년 1월 16일부터 폐선)
- ● 76번: 교하동 - 오도동 - 운정신도시 - 덕이동 - 이마트 덕이점 - 일산3동 주민센터 - 밤가시마을 - 국립암센터 - 저동고등학교 - 마두1동 주민센터 - 백석역 - 백석동 - 대곡역 - 고양경찰서 - 행신초등학교 - 행신동 - 서정마을 - 한국항공대학교 - 덕은교 - 수색역 - 북가좌요진APT - 모래내시장, 가좌역 - 연희104고지앞, 구 성산회관 - 연세대학교 - 신촌기차역 (구 76번 일반좌석버스) (2013년 7월 31일부터 신성여객에서 이관 후 2014년 10월 18일부터 폐선)
- ● 100번: 금촌차고지 - 금촌역 - 파주시청 - 장안흰돌아파트 - 봉일천시장 - 한라비발디아파트 - 능안리 - 대원리 - 동문그린시티아파트 - 설문동 - 지영동 - 내유동 - 가장동 - 관산동 - 대자동 - 삼송역 - 구파발역 - 연신내역 - 서부시외버스터미널 - 불광역 (2017년 6월 1일부터 신성교통에서 양도 후 2021년 7월 1일부터 폐선)
- ● 330번: 고양동 - 고양시장 - 벽제역 - 대자동 - 서울시립승화원 - 신원동 - 오금동 - 삼송역 - 구파발역 - 연신내역 - 서울서부시외버스터미널 - 불광역 (2018년 3월 5일부터 서울역으로 노선 연장 및 790번으로 노선 번호 변경)
- ● 333번: 금촌차고지 - 파주시청 - 금촌역 - 파주여자고등학교 - PX마을 - 오산리 기도원 - 광탄삼거리 - 보광사 - 고양동 - 고양시장 - 벽제역 - 서울시립승화원 - 삼송역 - 구파발역 (2017년 6월 1일부터 신성교통에서 양도받은 노선 및 2021년 10월 15일부터 폐선)
- ● 360번: 서울서부시외버스터미널 - 연신내역 - 구파발역- 일영송추사거리 - 지축동 - 삼하리 - 일영역 - 장흥농협 - 송추 - 울대고개 - 가능3동주민센터 - 의정부여자고등학교, 가능역 - 의정부버스터미널 - 금오중학교 (구 36번) (2015년 7월 14일부터 명진여객에 양도)
- ● 550번: 내유동 - 가장동 - 두포동- 원당 - 고양시청 - 풍동 - 일산동구청 - 주엽역 - 일산서구청 - 대화역 (2016년 6월 16일부로 신성여객으로 양도 후 2016년 9월 5일부터 폐선)
- ● 733번: 진관공영차고지 - 구파발역 - 삼송지구 - 원흥지구 - 이케아 롯데아울렛 고양점 - 서정마을 - MBC - 난지천공원 - 마포구청 - 망원동 - 합정역 - 홍대입구역 (서울운수 구 7733번 대체 목적으로 2017년 10월 25일부터 신설, 2021년 7월 1일 폐선)

### 국토교통부의 광역급행버스
- ● M7106번: 대화역 - 주엽역 - 강선마을 - 일산동구청 - 마두역 - 백석역(알미공원) - 수색로 버스 중앙차로 - 연세대학교 - 이대후문 - 광화문 - 삼성프라자 - 서울역 - 경찰청 (2014년 11월 13일부터 가온누리엠에 양도)

### 시외버스
- ● R3000번: 금촌차고지 - 금촌역 - 금촌택지지구 - 운정신도시 - 일산가구공단 - KINTEX - 일산호수공원 - 마두역 - 백석역 - 일산 나들목 - 서울외곽순환고속도로(김포대교) - 계양 나들목 - 임학사거리 - 계산역 - 경인교대입구역 - 부평구청역 - 부평역 - 석바위 - 인천종합버스터미널 (2015년 7월 14일부터 대원고속에 양도)
- ● R3700번: 의정부버스터미널 - 의정부지방검찰청 - 경민대학교 - 송추역 - 장흥 - 육군 제1군단, 절골 - 고양동 - 서울시립승화원 - 고양시청 - 덕양구청 - 화정동 - 능곡역 - 행주대교 - 김포국제공항 - 오쇠동 - 오정동 - 부천우편집중국 - 부천 나들목 - 부평순복음교회 - 부평구청역 - 부평역 - 부평 현대아파트 (1차) - 석바위 - 인천종합버스터미널 (2014년 4월 1일부터 경기고속에 양도)
- ● R5000번: 문산시외버스터미널 - 운정신도시 - 이마트 덕이점 - 일산시장 - 산들마을 대림APT, 롯데슈퍼 - 일산동부경찰서 - 정발산역 - 마두역 - 백석역 - 일산 나들목 - [[수도권제1순환고속도로|서울외곽순환고속도로](김포대교) - 계양 나들목 - 계산역 - 부천터미널 소풍 (2015년 7월 14일부터 대원고속에 양도)
- ● R5500번: 금촌차고지 - 금촌역 - 운정신도시 - 이마트 덕이점 - 일산시장 - 산들마을 대림APT, 롯데슈퍼 - 일산동부경찰서 - 정발산역 - 마두역 - 백석역 - 일산 나들목 - 서울외곽순환고속도로(김포대교) - 계양 나들목 - 계산역 - 부천터미널 소풍 (2015년 7월 14일부터 5000번과 통폐합하면서 대원고속에 양도)
- ● A5600번: 문산시외버스터미널 - 월롱역 - 금촌역 - 금촌택지지구 - 운정신도시 - 교하지구 - 롯데프리미엄아울렛 - 자유로 - 자유로 나들목 - 서울외곽순환고속도로(김포대교) - 노오지 분기점 - 인천국제공항고속도로 - 인천국제공항 (2014년 4월 1일부터 경기고속에 양도)
- ● R37번: 의정부버스터미널- 경민대학 - 송추유원지 - 장흥 - 1군단앞 - 고양동시장 - 서울시립승화원 - 삼송역- 한국항공대역 (2013년 7월 12일부터 시내버스 37번으로 형간전환 후 노선변경 및 폐선)

## 보유 차량

#### 현대자동차
- 현대 그린시티
- 현대 뉴 슈퍼 에어로시티
- 현대 저상 뉴 슈퍼 에어로시티

#### 우진산전
- 우진산전 아폴로 1100

#### 하이거 버스
- 하이거 하이퍼스

## 갤러리

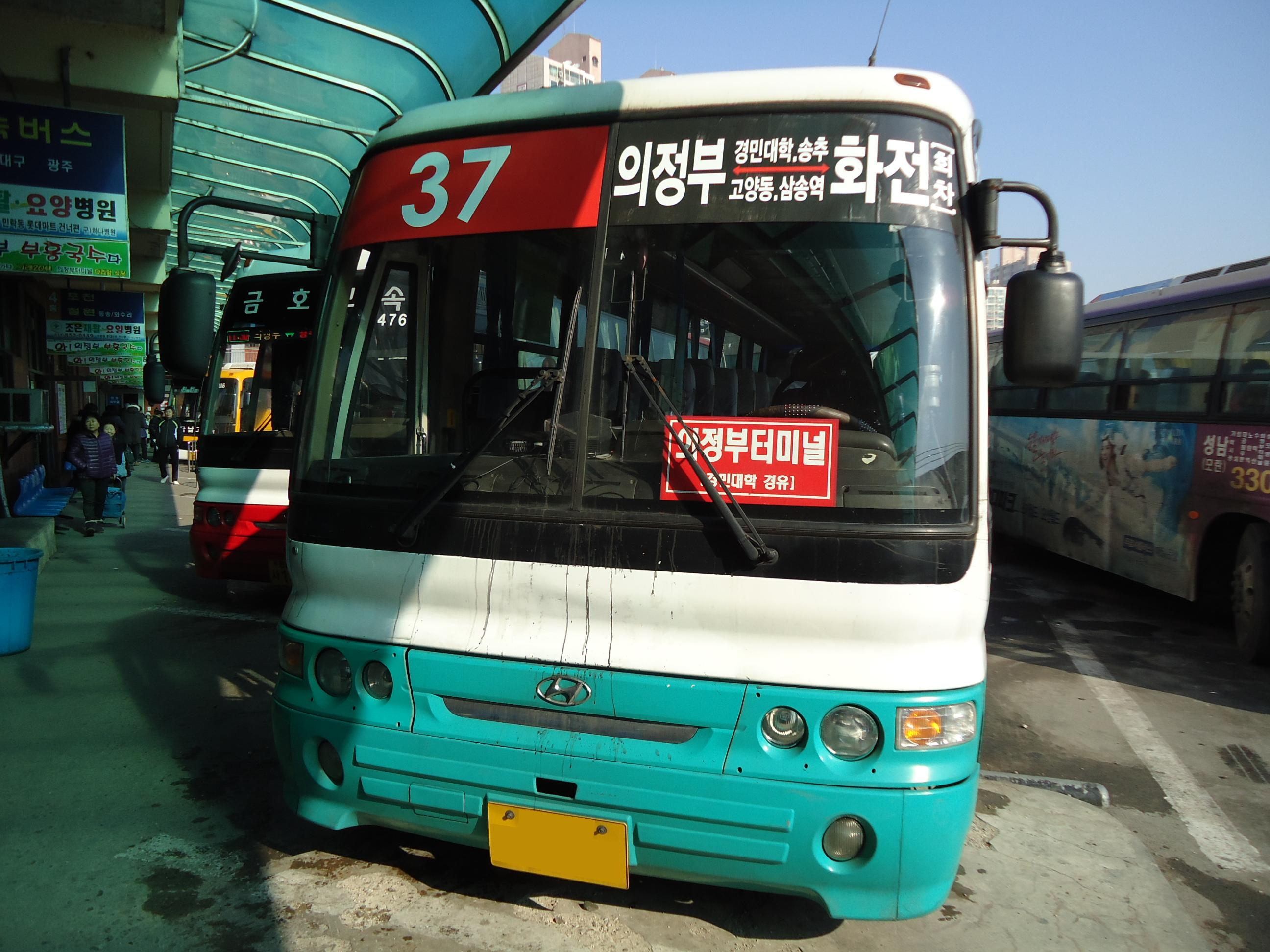
구 R37번 시외버스
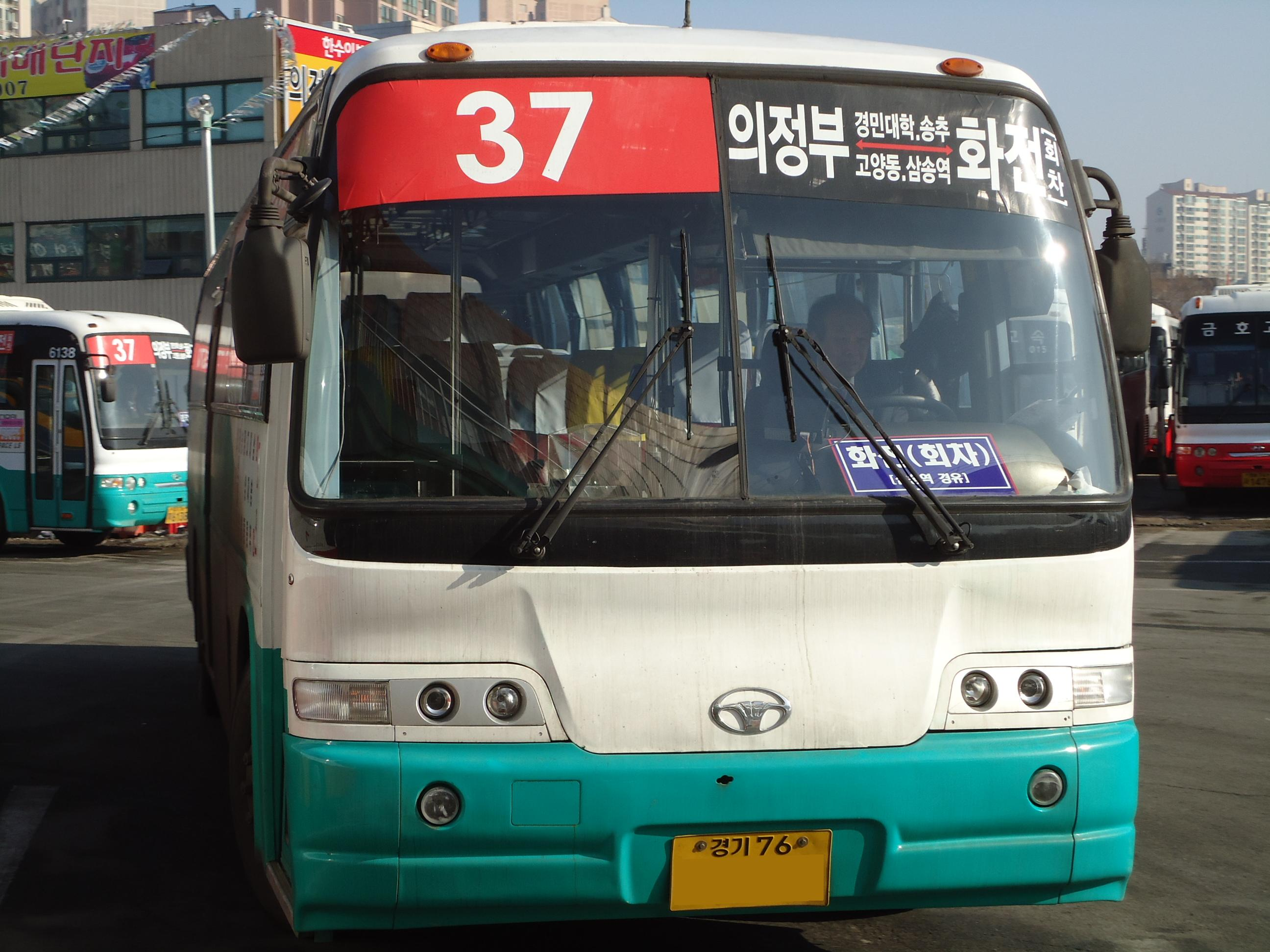
구 R37번 시외버스
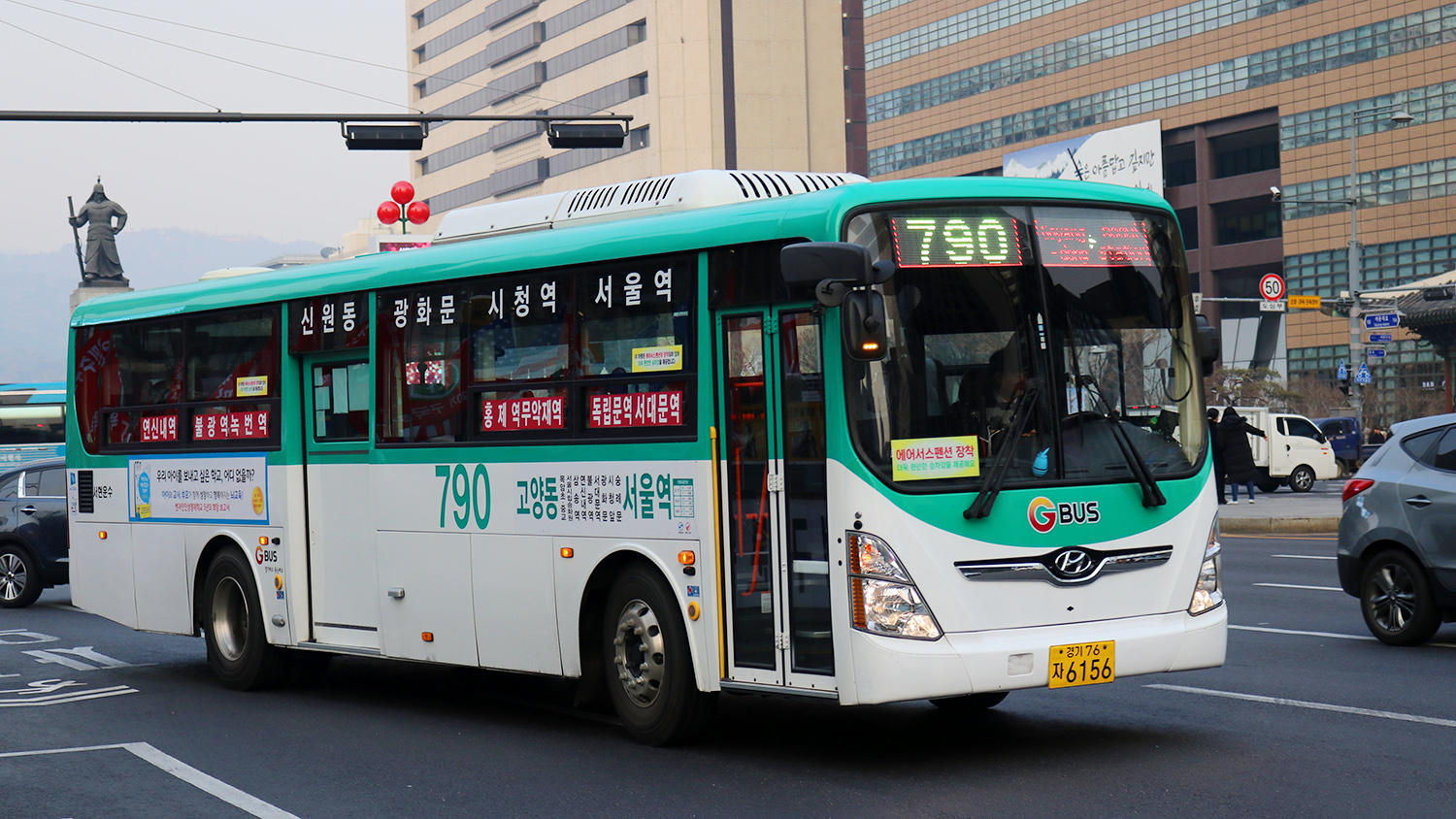
고양시내버스 790번
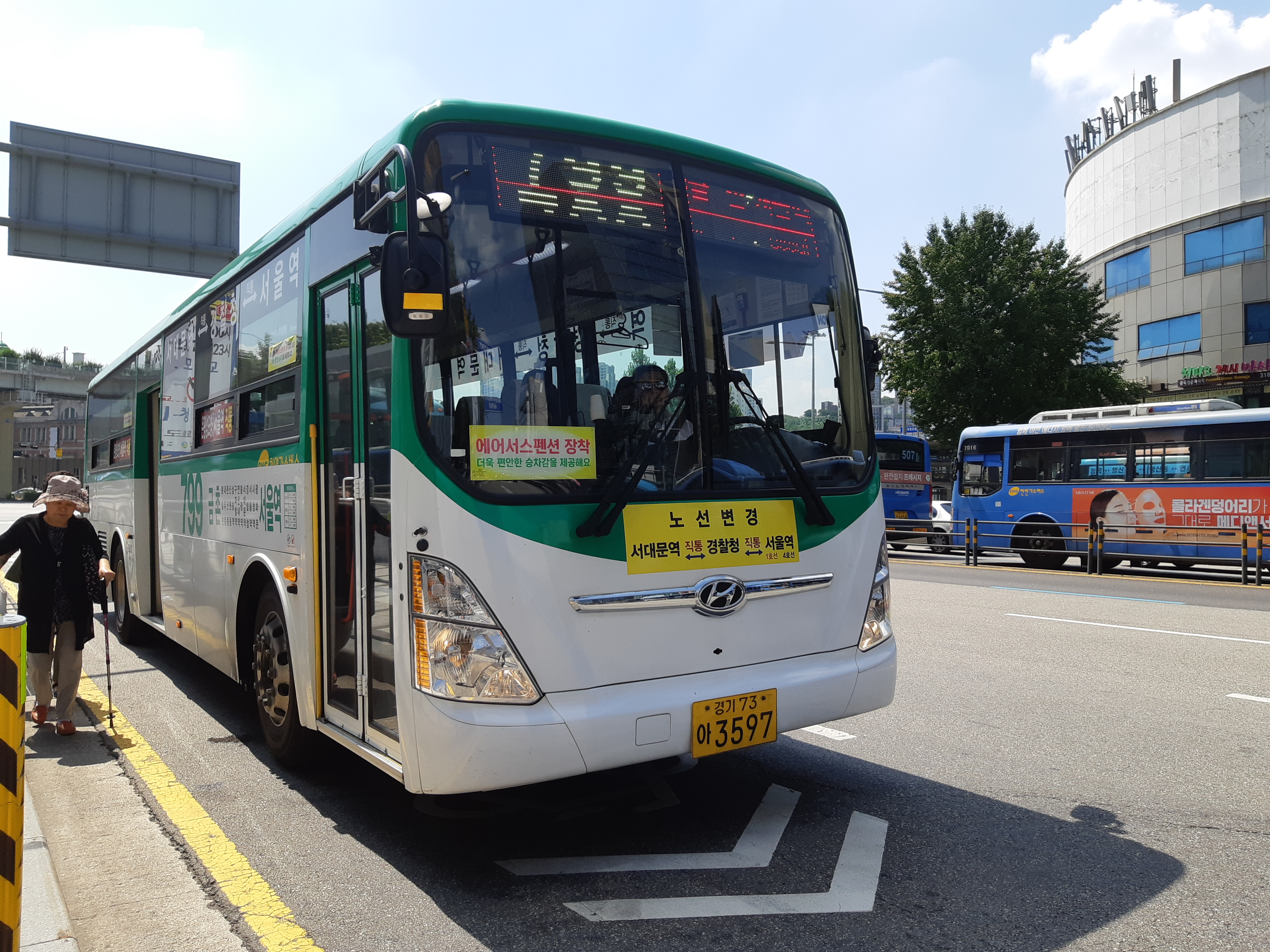
고양시내버스 799번
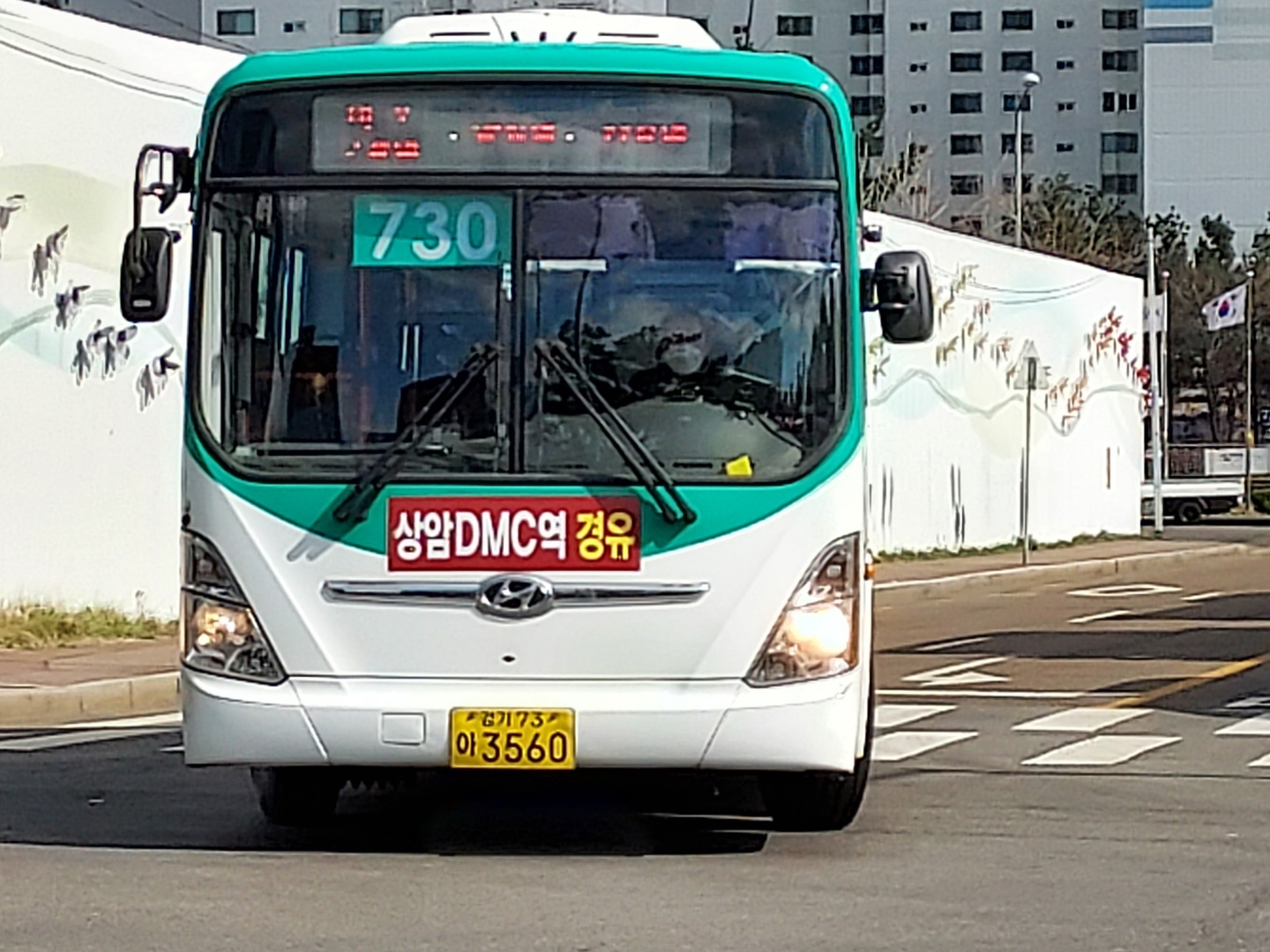
고양시내버스 730번
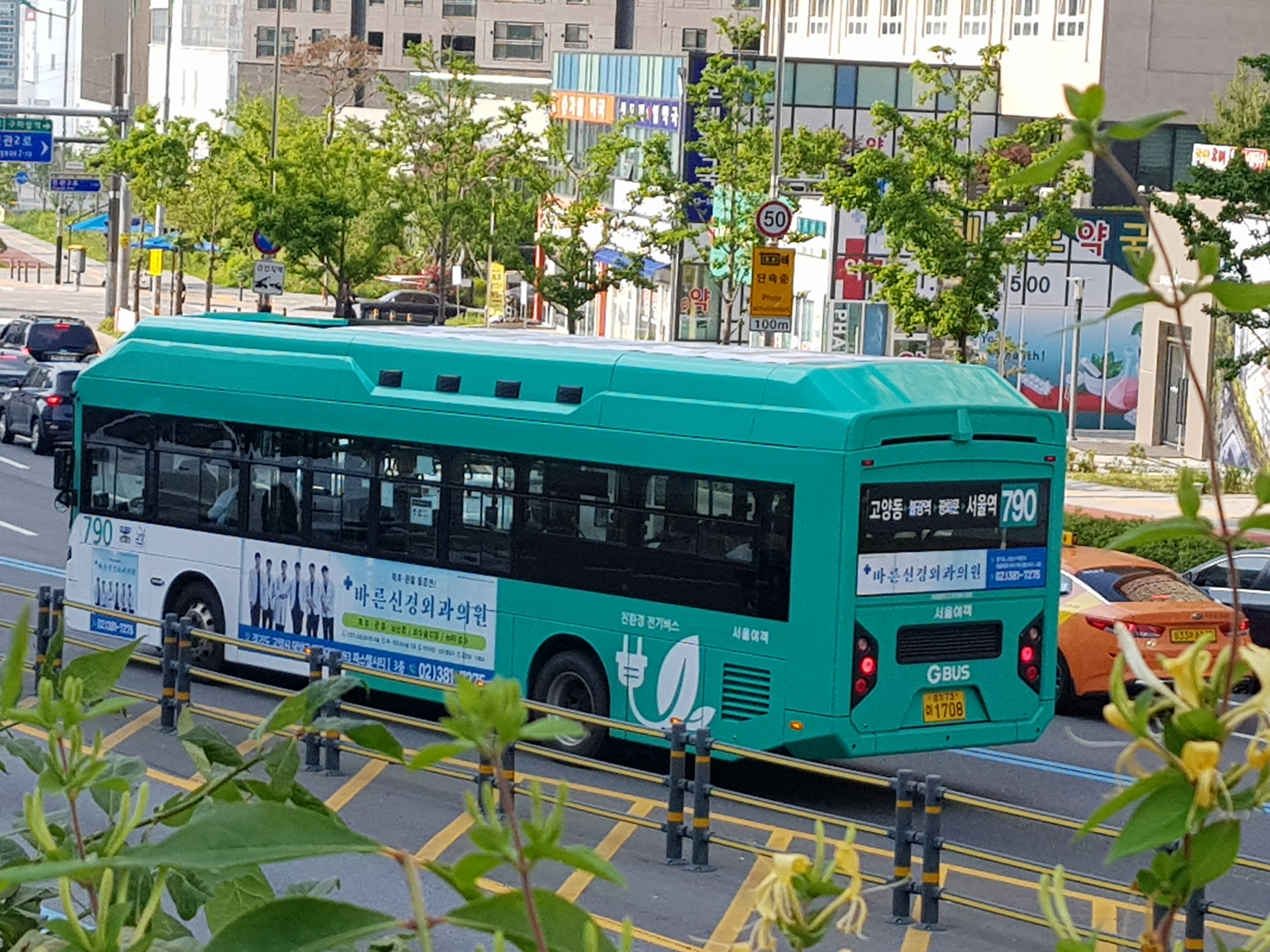
고양시내버스 790번 전기버스
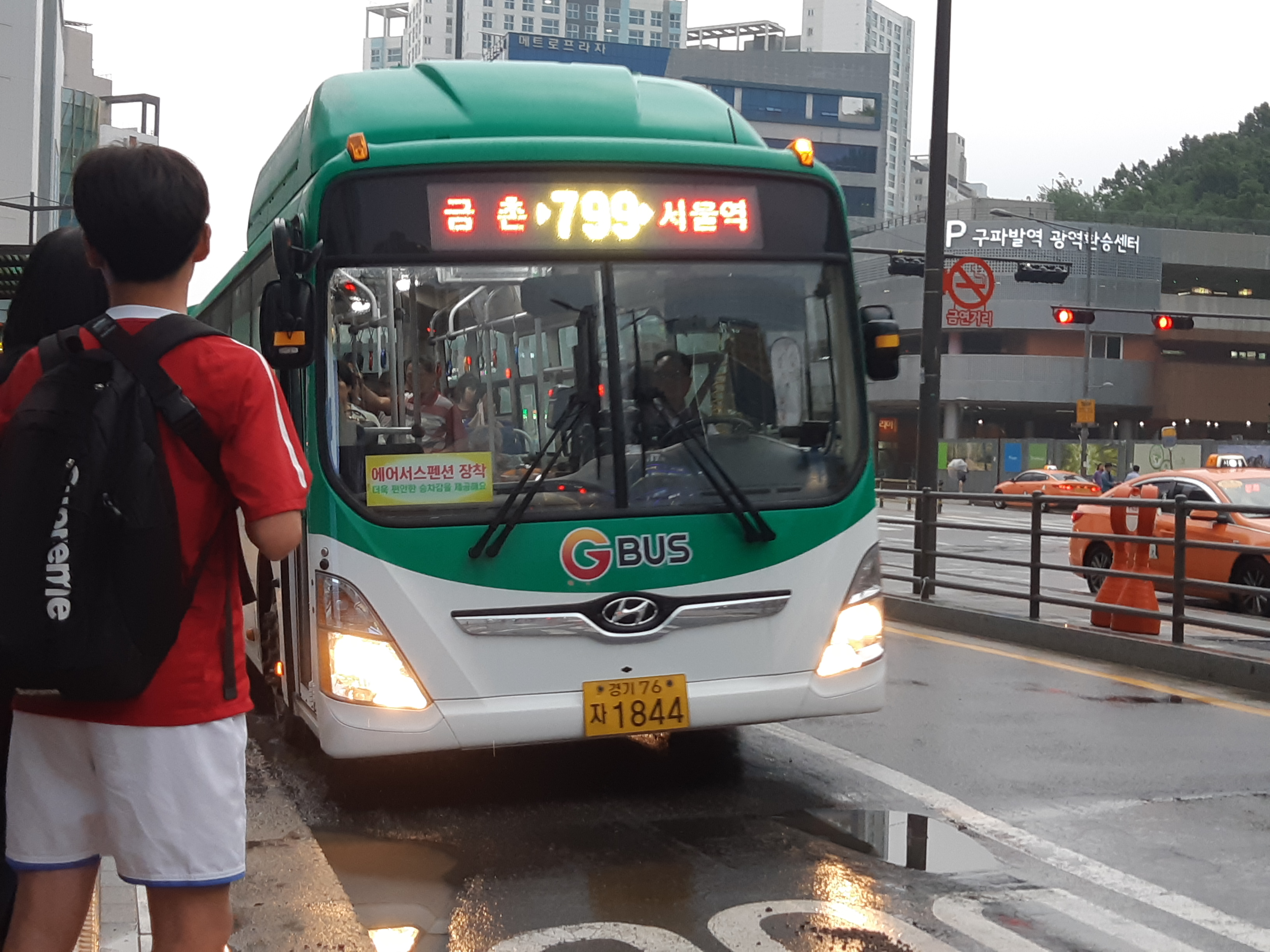
고양시내버스 799번
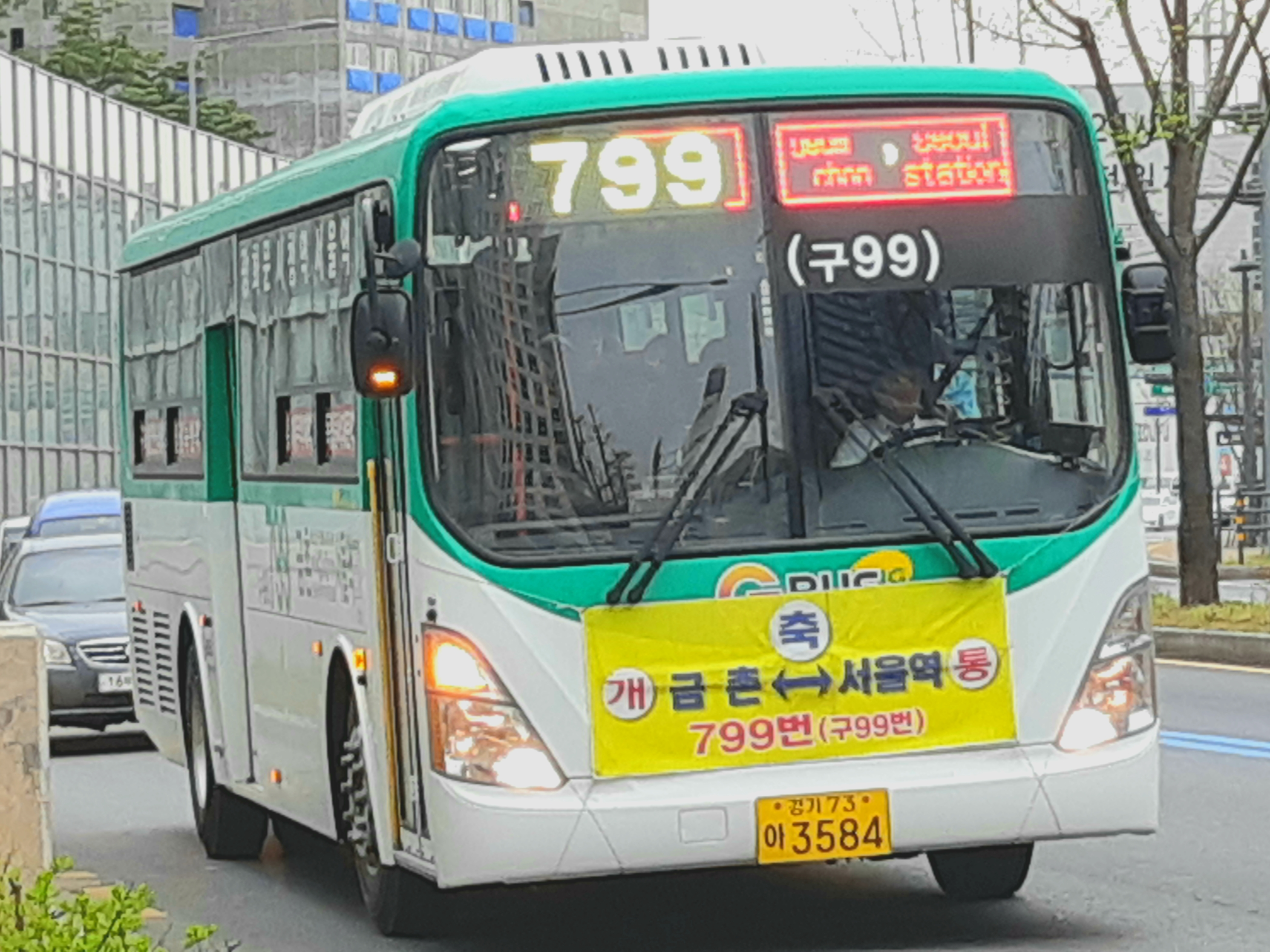
고양시내버스 799번
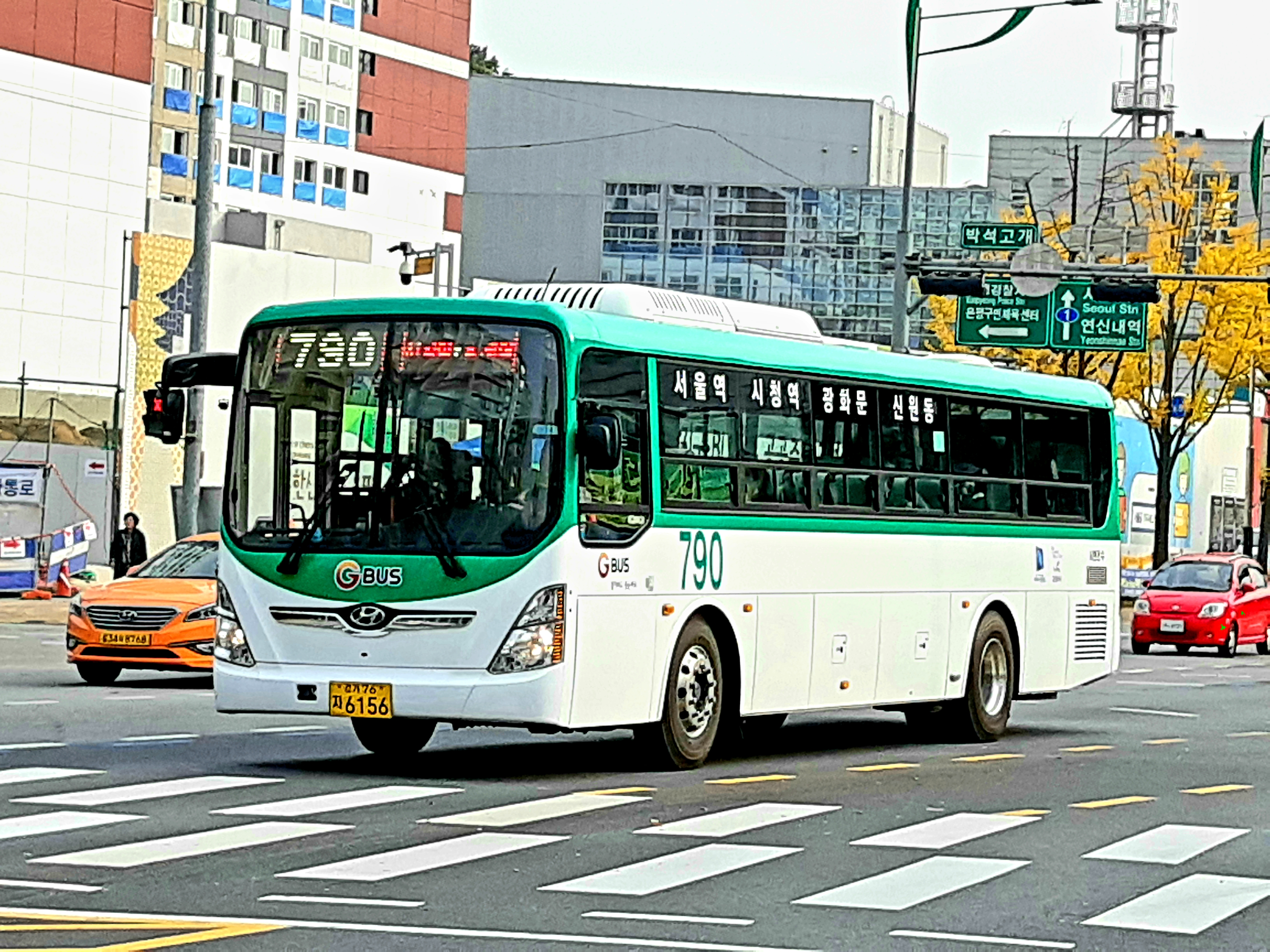
고양시내버스 790번
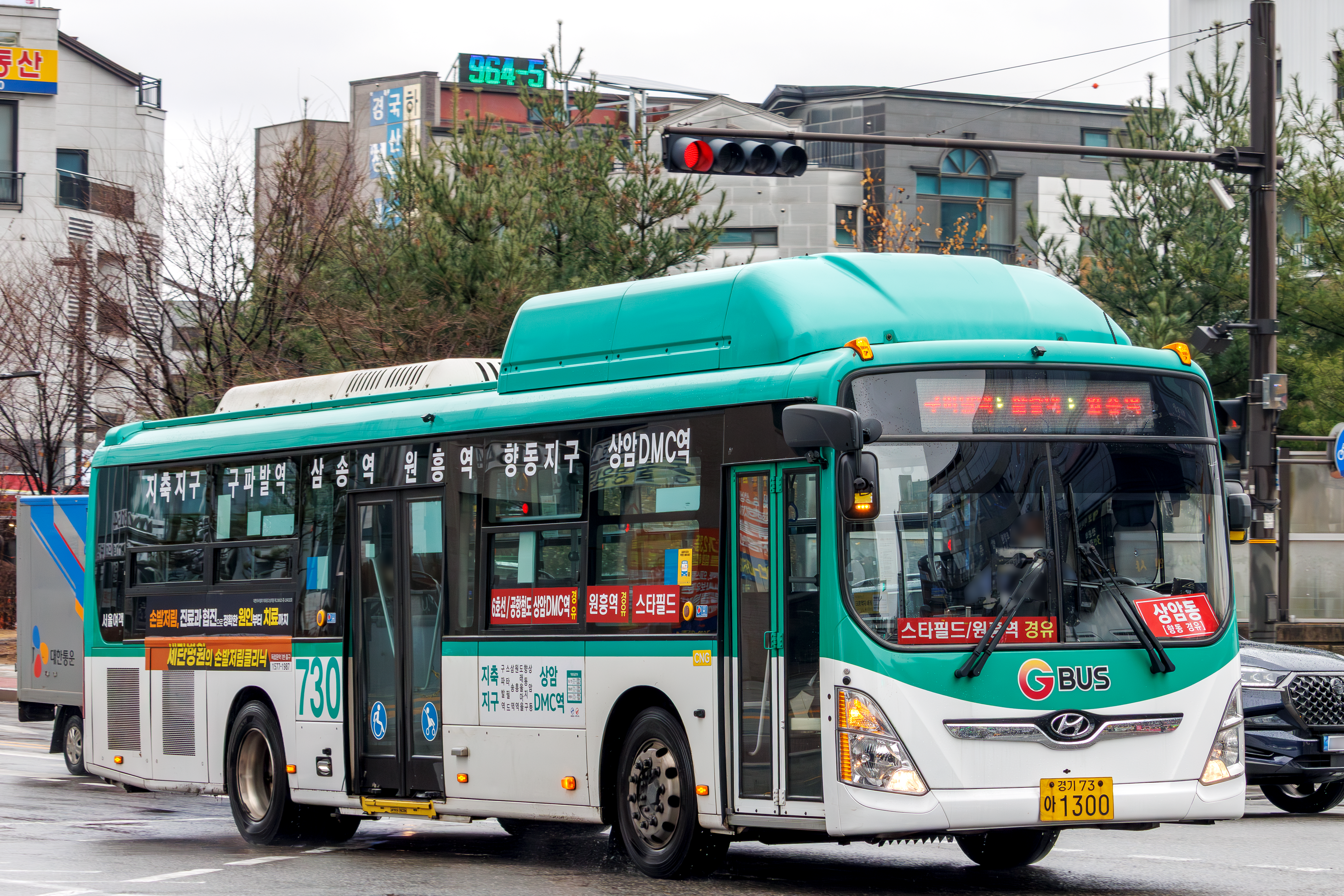
고양시내버스 730번 저상버스
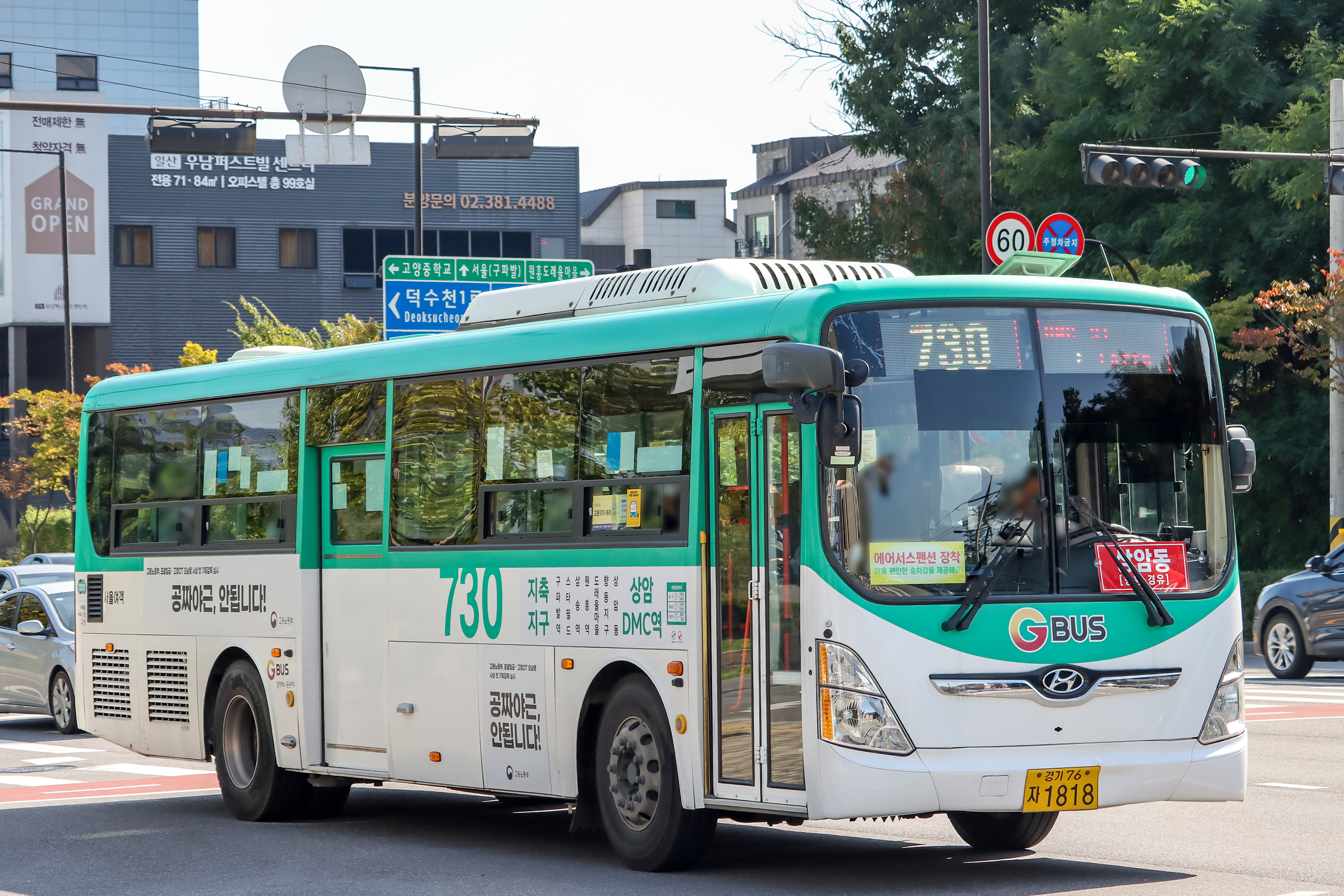
고양시내버스 730번
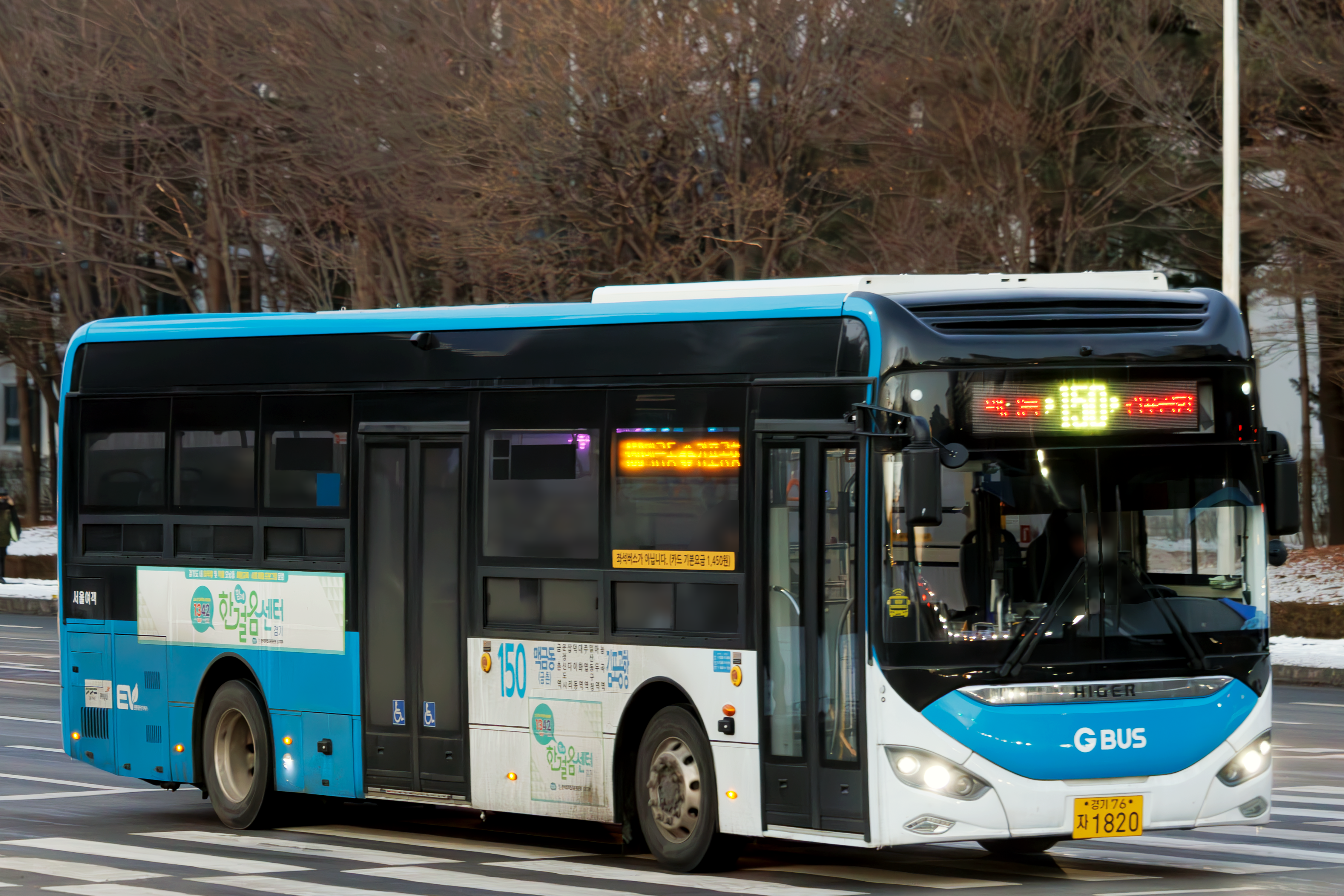
파주시내버스 150번